# ابانيو (بوحرازن)
ابانيو هو دُوَّار يقع بجماعة تنانت، إقليم أزيلال، جهة بني ملال خنيفرة في المملكة المغربية. ينتمي الدوّار لمشيخة بوحرازن التي تضم 3 دواوير. يقدر عدد سكانه بـ 464 نسمة حسب الإحصاء الرسمي للسكان والسكنى لسنة 2004.

## روابط خارجية
- البوابة الوطنية للجماعات الترابية
- المندوبية السامية للتخطيط